# 桑坦
桑坦（法語：Sentein，法語發音：[sɑ̃tɛ̃]）是法国阿列日省的一个市镇，位于该省西部，属于圣日龙区。

## 地理
桑坦（42°52'29"N, 0°57'17"E）面积59.18 平方千米，位于法国奧克西塔尼大區阿列日省，该省份为法国西南部内陆省份，西部和北部与上加龙省接壤，东临奥德省，东南至东比利牛斯省接壤，南与安道尔和西班牙接壤。
与桑坦接壤的市镇（或旧市镇、城区）包括：昂特拉、博纳克-伊拉赞、梅勒、卡内汉、上阿兰。

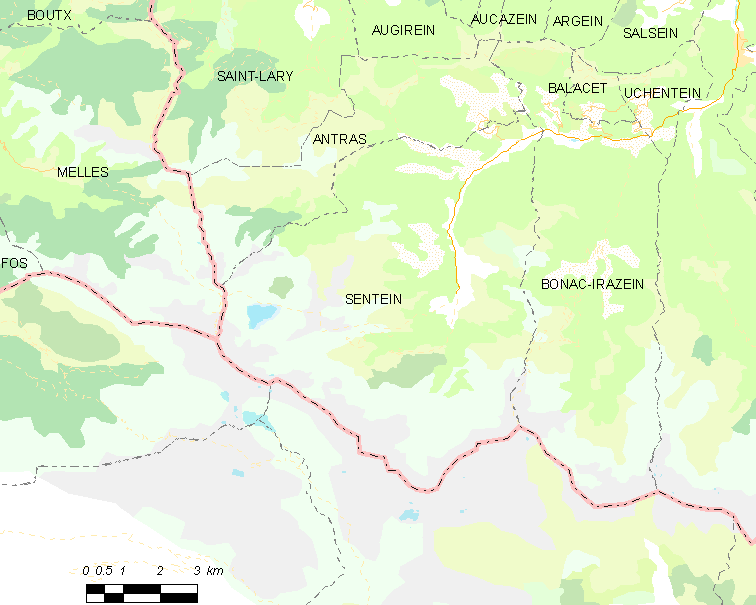
桑坦的OSM定位图

桑坦的时区为UTC+01:00、UTC+02:00（夏令时）。

## 行政
桑坦的邮政编码为09800，INSEE市镇编码为09290。

## 政治
桑坦所属的省级选区为库斯朗西县。

## 人口

1962-2008年间桑坦人口变化图示

桑坦于2022年1月1日时的人口数量为170人。